# Olga Lord
Olga Lord (née Olga Alexandrovna Mischkind le 2 avril 1909 à Roubaix et morte le 9 mars 1985 à Paris) est une  actrice et artiste peintre française.

## Biographie
Olga Lord est la fille d'Alexandre Mischkind, peintre et photographe renommé des années 1920, et la sœur de Raphaël Mischkind, photographe, peintre, fondateur de la galerie de peinture Mischkind à Lille, et de Serge Mischkind, artiste peintre et portraitiste.
Une rue à Roubaix, la rue Mischkind, porte le nom de la famille.
Françoise Mischkind, pastelliste née en 1936, est sa nièce.
Elle fut la compagne de l'acteur et peintre Jean Dehelly, (1896-1964).

## Filmographie
- 1932 : L'Éternelle Chanson de Robert Vernay (court métrage) : Elle
- 1932 : L'Âne de Buridan d'Alexandre Ryder
- 1932 : Panurge de Michel Bernheim : Maud
- 1932 : Plaisirs de Paris d'Edmond T. Gréville : Mitzi
- 1936 : Pépé le Moko de Julien Duvivier : Aïcha
- 1937 : La Fille de la Madelon de Georges Pallu et Jean Mugeli
- 1940 : Untel père et fils de Julien Duvivier